# Visoki Kurji vrh
Il monte Visoki Kurji vrh con 1.828 m s.l.m. è una montagna della catena delle Caravanche, posta nei comuni austriaci di Jesenice e Feistritz im Rosental.